# (4715) Medesicaste
(4715) Medesicaste ist ein Asteroid aus der Gruppe der Jupiter-Trojaner. Damit werden Asteroiden bezeichnet, die auf den Lagrange-Punkten auf der Bahn des Jupiter um die Sonne laufen. (4715) Medesicaste wurde am 9. Oktober 1989 vom japanischen Astronomen Yoshiaki Ōshima entdeckt. Er ist dem Lagrangepunkt L5 zugeordnet.